# Rodolfo Echeverría Ruiz
Rodolfo Antonio Echeverría Ruiz (Ciudad de México, 19 de junio de 1946) es un político y diplomático mexicano, miembro del Partido Revolucionario Institucional. Ha sido en tres ocasiones diputado federal.
Es licenciado en Derecho egresado de la Universidad Nacional Autónoma de México, se desempeñó como maestro en el Instituto de Capacitación Política del PRI y de la Escuela Superior de Guerra. 
Ha ocupado numerosos cargos gubernamentales, ha sido electo diputado federal en tres ocasiones: a la XLIX Legislatura de 1973 a 1976, la LV Legislatura de 1991 a 1994 y a la LVIII Legislatura de 2000 a 2003. Además ocupó los cargos de Subsecretario de la Secretaría del Trabajo y Previsión Social y Subsecretario de la Secretaría de Gobernación, Embajador de México en España y en Cuba y Secretario General del PRI en 2001.
Intentó ser Presidente Nacional del PRI, compitiendo por el cargo contra José Antonio González Fernández, sin embargo declinó su postulación ante la falta de apoyos. Es hijo del actor Rodolfo Landa y sobrino del expresidente de México Luis Echeverría Álvarez.
- Datos: Q6110497